# Grzegorz Rogiński
Grzegorz Rogiński (ur. 4 kwietnia 1952) − polski fotograf, laureat międzynarodowej nagrody "World Press Photo". Od lutego 2008 do lutego 2012 r. fotograf premiera Donalda Tuska.

## Życiorys
Zajmuje się fotografią od połowy lat 70. XX w. Dokumentował m.in. strajki 1980, powstanie "Solidarności", stan wojenny, obrady Okrągłego Stołu, wszystkie pielgrzymki do Polska papieża Jana Pawła II.
Współpracował z redakcjami dzienników "Życie Warszawy", "Życie", "Sztandar Młodych" oraz Polską Agencją Interpress. 
Był fotografem premierów: Marka Belki i Kazimierza Marcinkiewicza. Od 20 lutego 2008 r. fotografował premiera Donalda Tuska. Zatrudniony został w wyniku konkursu, jeździł z premierem na konferencje prasowe, w krajowe i zagraniczne podróże służbowe, był obecny na posiedzeniach rządu, zwolniony z pracy w Kancelarii Prezesa Rady Ministrów w związku z likwidacją stanowiska i przekazaniem obsługi fotograficznej zewnętrznej firmie.
Rogiński jest laureatem wielu nagród, m.in. w 1985 r.(wraz z Leopoldem Dzikowskim) międzynarodowej II nagrody "World Press Photo" w kategorii "Arts and Entertainment stories" za fotoreportaż z Konkursu Chopinowskiego, a także w 1980 pierwszej nagrody w Ogólnopolskim Konkursie Fotografii Prasowej, w 1988 Nagrody Artystycznej Młodych im. Stanisława Wyspiańskiego ("za wybitne osiągnięcia w dziedzinie fotografii prasowej"), w 1995 r. Nagrody Specjalnej dziennika "Rzeczpospolita" w Konkursie Polskiej Fotografii Prasowej za najlepsze zdjęcie polityczne.
Współpracował z licznymi agencjami fotograficznymi, co przyniosło mu setki publikacji zdjęć na łamach różnych pism w kraju i zagranicą, a także w albumach i innych wydawnictwach książkowych. 
Jego zwolnienie z pracy w Kancelarii Premiera tuż przed osiągnięciem okres ochronnego i w związku z planami podwyższania wieku emerytalnego, wywołało ożywioną dyskusję w mediach, m.in. w TOK FM, TVN24, w gazetach i na największych portalach, jak np.; Fakt, Gazeta.pl, Interia.pl, "Metro", Money.pl, "Newsweek Polska", Onet.pl, "Rzeczpospolita", "Super Express", Wirtualna Polska, a także na stronach specjalistycznych np. Fotoblogia.pl
Jego żona, Agnieszka Rogińska, jest spikerką w Polskim Radio. Ma jednego syna.